# Железная пагода

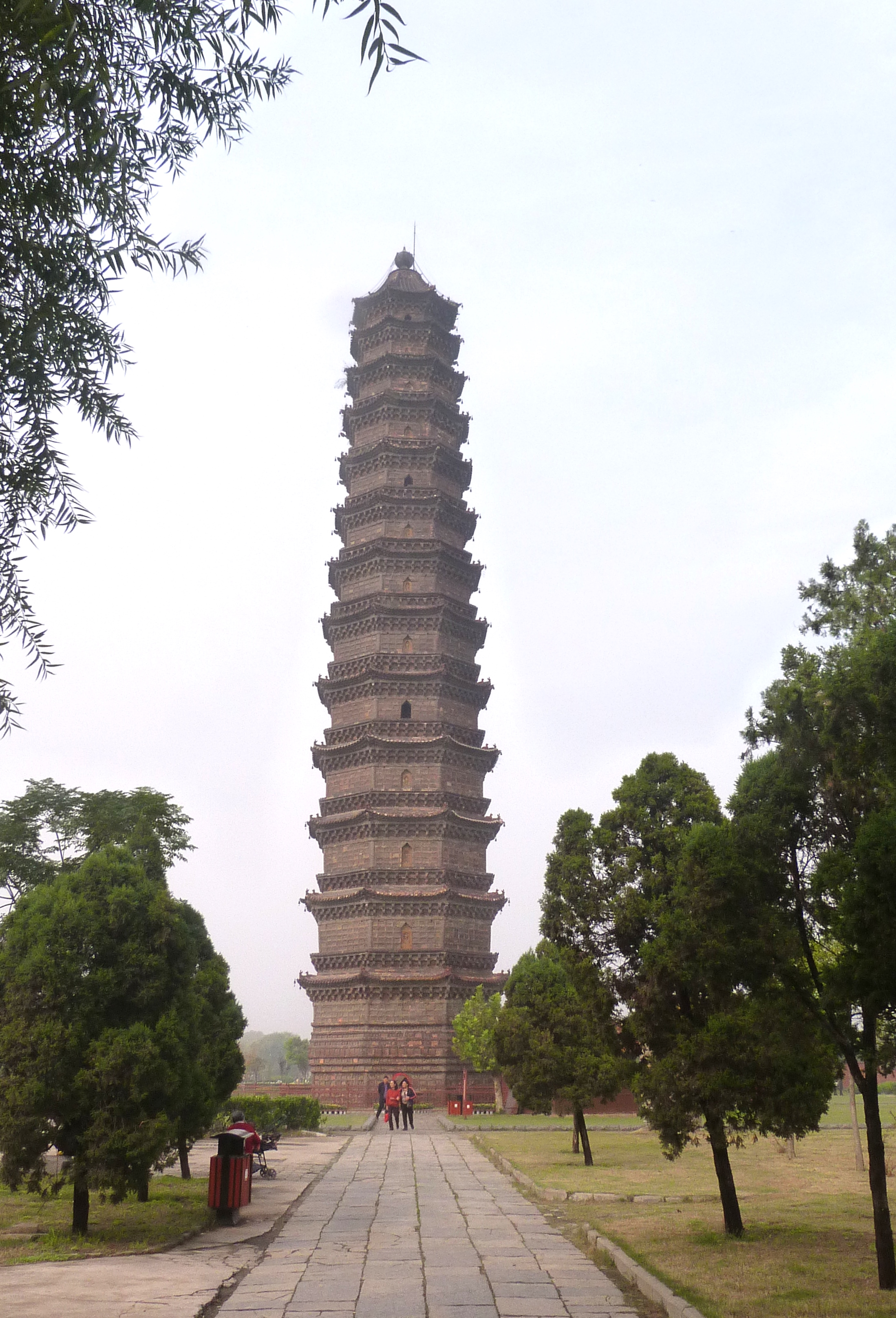
Железная пагода зимой.

Желе́зная па́года (кит. трад. 鐵塔, упр. 铁塔, пиньинь tiětǎ; Тета) — восьмигранная тринадцатиярусная кирпичная пагода буддийского храма Ю Го в китайском городе Кайфын. Построена в 1049 году, имеет высоту 56,88 метров и является одним из центральных памятников архитектуры династии Сун, столицей которой был Кайфын.
Постройка возведена на месте 120-метровой деревянной пагоды, которая обрушилась от удара молнии. При строительстве использовалось до 50 разновидностей глазурованного кирпича, который имеет специфический металлический отлив, откуда и название. Стены покрыты резьбой, изображающей Будду, монахов, певцов, плясунов и драконов. Под карнизами подвешены 104 колокола, которые позванивают при малейшем дуновении ветра. Внутри постройки — винтовая лестница и фрески с иллюстрациями к классическому роману «Путешествие на Запад».
Пагода выдержала 38 землетрясений и 6 наводнений Жёлтой реки, одно из которых разрушило в 1847 году все прилегающие храмовые постройки.